# Liste der Nummer-eins-Hits in Spanien (1964)
Dies ist eine Liste der Nummer-eins-Hits in Spanien im Jahr 1964. Sie basiert auf den offiziellen Chartlisten der Asociación Fonográfica y Videográfica de España (AFYVE, heute Promusicae), der spanischen Landesgruppe der IFPI.

| | Liste der Nummer-eins-Hits in Spanien | Liste der Nummer-eins-Hits in Spanien | Liste der Nummer-eins-Hits in Spanien                                   | 1965 →                    |
| \| Zeitraum \| Wo. ges. \| Interpret \| Titel Autor(en) \| Zusätzliche Informationen \| \| (Zeitraum, Wochen auf Platz eins, Interpret, Titel, Autor[en], zusätzliche Informationen) \| \| \| \| \| \| ----------------------------------------------------------------------------------------- \| -------- \| ------------------ \| ----------------------------------------------------------------------- \| ------------------------- \| \| 2. Dezember 1963 – 12. Januar 1964 6 Wochen \| 6 \| Luis Aguilé \| Dile (Tell Him) \| – \| \| 13. Januar 1964 – 19. Januar 1964 1 Woche \| 1 \| Adriano Celentano \| Pregheró (Stand by Me) \| – \| \| 20. Januar 1964 – 2. Februar 1964 2 Wochen \| 2 \| Rita Pavone \| Cuore \| – \| \| 3. Februar 1964 – 12. April 1964 10 Wochen \| 10 \| Trini López \| If I Had a Hammer Pete Seeger, Lee Hays \| – \| \| 13. April 1964 – 18. Mai 1964 5 Wochen \| 5 \| Gigliola Cinquetti \| Non ho l’età (per amarti) \| – \| \| 19. Mai 1964 – 12. Juli 1964 8 Wochen \| 8 \| Charles Aznavour \| La mamma Charles Aznavour \| – \| \| 13. Juli 1964 – 19. Juli 1964 1 Woche \| 1 \| Sylvie Vartan \| Si Je Chante \| – \| \| 20. Juli 1964 – 26. Juli 1964 1 Woche (insgesamt 9) \| 9 \| Les Surfs \| Tú Serás Mi Baby (Be My Baby) \| – \| \| 27. Juli 1964 – 9. August 1964 2 Wochen \| 2 \| Mina \| Ciudad Solitaria \| – \| \| 10. August 1964 – 27. September 1964 7 Wochen (insgesamt 9) \| 9 \| Les Surfs \| Tú Serás Mi Baby (Be My Baby) \| – \| \| 28. September 1964 – 4. Oktober 1964 1 Woche \| 1 \| Luis Aguilé \| Verde, Verde \| – \| \| 5. Oktober 1964 – 11. Oktober 1964 1 Woche (insgesamt 9) \| 9 \| Les Surfs \| Tú Serás Mi Baby (Be My Baby) \| – \| \| 12. Oktober 1964 – 25. Oktober 1964 2 Wochen \| 2 \| Petula Clark \| Tú No Tienes Corazón (Anyone Who Had a Heart) Burt Bacharach, Hal David \| – \| \| 26. Oktober 1964 – 1. November 1964 1 Woche \| 1 \| Les Surfs \| Ahora Te Puedes Marchar (I Only Want to Be with You) \| – \| \| 2. November 1964 – 15. November 1964 2 Wochen (insgesamt 4) \| 4 \| The Beatles \| A Hard Day’s Night Lennon/McCartney \| – \| \| 16. November 1964 – 27. Dezember 1964 6 Wochen \| 6 \| Alain Barrière \| Ma Vie \| – \| \| 28. Dezember 1964 – 3. Januar 1965 1 Woche (insgesamt 4) \| 4 \| The Beatles \| A Hard Day’s Night Lennon/McCartney \| – \| |                                       |                                       |                                                                         |                           |
| |                                       |                                       |                                                                         | → 1965 →                  |
| Zeitraum | Wo. ges.                              | Interpret                             | Titel Autor(en)                                                         | Zusätzliche Informationen |
| (Zeitraum, Wochen auf Platz eins, Interpret, Titel, Autor[en], zusätzliche Informationen) |                                       |                                       |                                                                         |                           |
| 2. Dezember 1963 – 12. Januar 1964 6 Wochen | 6                                     | Luis Aguilé                           | Dile (Tell Him)                                                         | –                         |
| 13. Januar 1964 – 19. Januar 1964 1 Woche | 1                                     | Adriano Celentano                     | Pregheró (Stand by Me)                                                  | –                         |
| 20. Januar 1964 – 2. Februar 1964 2 Wochen | 2                                     | Rita Pavone                           | Cuore                                                                   | –                         |
| 3. Februar 1964 – 12. April 1964 10 Wochen | 10                                    | Trini López                           | If I Had a Hammer Pete Seeger, Lee Hays                                 | –                         |
| 13. April 1964 – 18. Mai 1964 5 Wochen | 5                                     | Gigliola Cinquetti                    | Non ho l’età (per amarti)                                               | –                         |
| 19. Mai 1964 – 12. Juli 1964 8 Wochen | 8                                     | Charles Aznavour                      | La mamma Charles Aznavour                                               | –                         |
| 13. Juli 1964 – 19. Juli 1964 1 Woche | 1                                     | Sylvie Vartan                         | Si Je Chante                                                            | –                         |
| 20. Juli 1964 – 26. Juli 1964 1 Woche (insgesamt 9) | 9                                     | Les Surfs                             | Tú Serás Mi Baby (Be My Baby)                                           | –                         |
| 27. Juli 1964 – 9. August 1964 2 Wochen | 2                                     | Mina                                  | Ciudad Solitaria                                                        | –                         |
| 10. August 1964 – 27. September 1964 7 Wochen (insgesamt 9) | 9                                     | Les Surfs                             | Tú Serás Mi Baby (Be My Baby)                                           | –                         |
| 28. September 1964 – 4. Oktober 1964 1 Woche | 1                                     | Luis Aguilé                           | Verde, Verde                                                            | –                         |
| 5. Oktober 1964 – 11. Oktober 1964 1 Woche (insgesamt 9) | 9                                     | Les Surfs                             | Tú Serás Mi Baby (Be My Baby)                                           | –                         |
| 12. Oktober 1964 – 25. Oktober 1964 2 Wochen | 2                                     | Petula Clark                          | Tú No Tienes Corazón (Anyone Who Had a Heart) Burt Bacharach, Hal David | –                         |
| 26. Oktober 1964 – 1. November 1964 1 Woche | 1                                     | Les Surfs                             | Ahora Te Puedes Marchar (I Only Want to Be with You)                    | –                         |
| 2. November 1964 – 15. November 1964 2 Wochen (insgesamt 4) | 4                                     | The Beatles                           | A Hard Day’s Night Lennon/McCartney                                     | –                         |
| 16. November 1964 – 27. Dezember 1964 6 Wochen | 6                                     | Alain Barrière                        | Ma Vie                                                                  | –                         |
| 28. Dezember 1964 – 3. Januar 1965 1 Woche (insgesamt 4) | 4                                     | The Beatles                           | A Hard Day’s Night Lennon/McCartney                                     | –                         |